# Minniza hirsti
Minniza hirsti es una especie de arácnido del orden Pseudoscorpionida de la familia Olpiidae.

## Distribución geográfica
Se encuentra en Egipto y Malí.